# NGC 1139
NGC 1139 este o galaxie lenticulară situată în constelația Eridanul. A fost descoperită în 1 ianuarie 1886 de către Francis Leavenworth.